# Het Vlaamsche Volk (1894-1898)
Het Vlaamsche Volk is een voormalig Belgisch Nederlandstalig katholiek en Vlaamsgezind dagblad.

## Geschiedenis
De eerste editie verscheen op 14 augustus 1894 op initiatief van de Vlaamsche Katholieke Landsbond. In juni 1896 werd Pol Gisseleire aangesteld als hoofdredacteur. 
Het dagblad zette zich in voor de Vlaamse taaleisen en richtte zich op arbeiders, boeren en de middenstand. Na een brand in de drukkerij en een verslechterde financiële situatie hield in 1898 op te bestaan.

## Bekende (oud-)medewerkers
- Aloïs De Backer
- Léonce du Castillon
- Gustaaf Eylenbosch

- Pol Gisseleire[1]
- Joris Helleputte
- August Laporta[2]

- Kamiel Meyfroidt
- Hector Plancquaert